# Klachl (Gemeinde Metnitz)
Klachl (früher auch Klachel) ist eine Ortschaft in der Kärntner Marktgemeinde Metnitz mit 74 Einwohnern (Stand 1. Jänner 2024). Die Ortschaft liegt zur Gänze auf dem Gebiet der Katastralgemeinde Metnitz Land.

## Lage
Die Ortschaft liegt am östlichen Rand der Gemeinde Metnitz, an den linksseitigen Hängen des Metnitztals im Bereich des Klachlbachs, nördlich von Grades.

## Geschichte
1978 wurde beim Haus Klachl Nr. 12 eine römerzeitliche Grabinschriftplatte entdeckt; ein Hinweis auf eine römerzeitliche Besiedlung.
Auf dem Gebiet der Katastralgemeinde Metnitzthal (heute: Metnitz Land) liegend, gehörte der Ort Klachl in der ersten Hälfte des 19. Jahrhunderts zum Steuerbezirk Grades. Seit Gründung der Ortsgemeinden Mitte des 19. Jahrhunderts ist Klachl ein Teil der Gemeinde Metnitz.

## Bevölkerungsentwicklung
Für die Ortschaft zählte man folgende Einwohnerzahlen:
- 1869: 28 Häuser, 206 Einwohner[3]
- 1880: 31 Häuser, 247 Einwohner[4]
- 1890: 28 Häuser, 218 Einwohner[5]
- 1900: 28 Häuser, 258 Einwohner[6]
- 1910: 30 Häuser, 293 Einwohner[7]
- 1961: 27 Häuser, 160 Einwohner[8]
- 2001: 31 Gebäude, 113 Einwohner[9]
- 2011: 31 Gebäude, 102 Einwohner[10]
- 2021: 31 Gebäude, 80 Einwohner, 25 Haushalte, 17 Arbeitsstätten[11]

## Siedlungsnamen
Laut den Ortsverzeichnissen befinden sich im Bereich der Ortschaft die Einzelhöfe Deiml, Grill, Gruber, Hieming, Hoi, Hopfgartner, Krug, Marak, Oberer Taler, Riedl, Senger, Toner und Unterer Taler.